# Bharuch

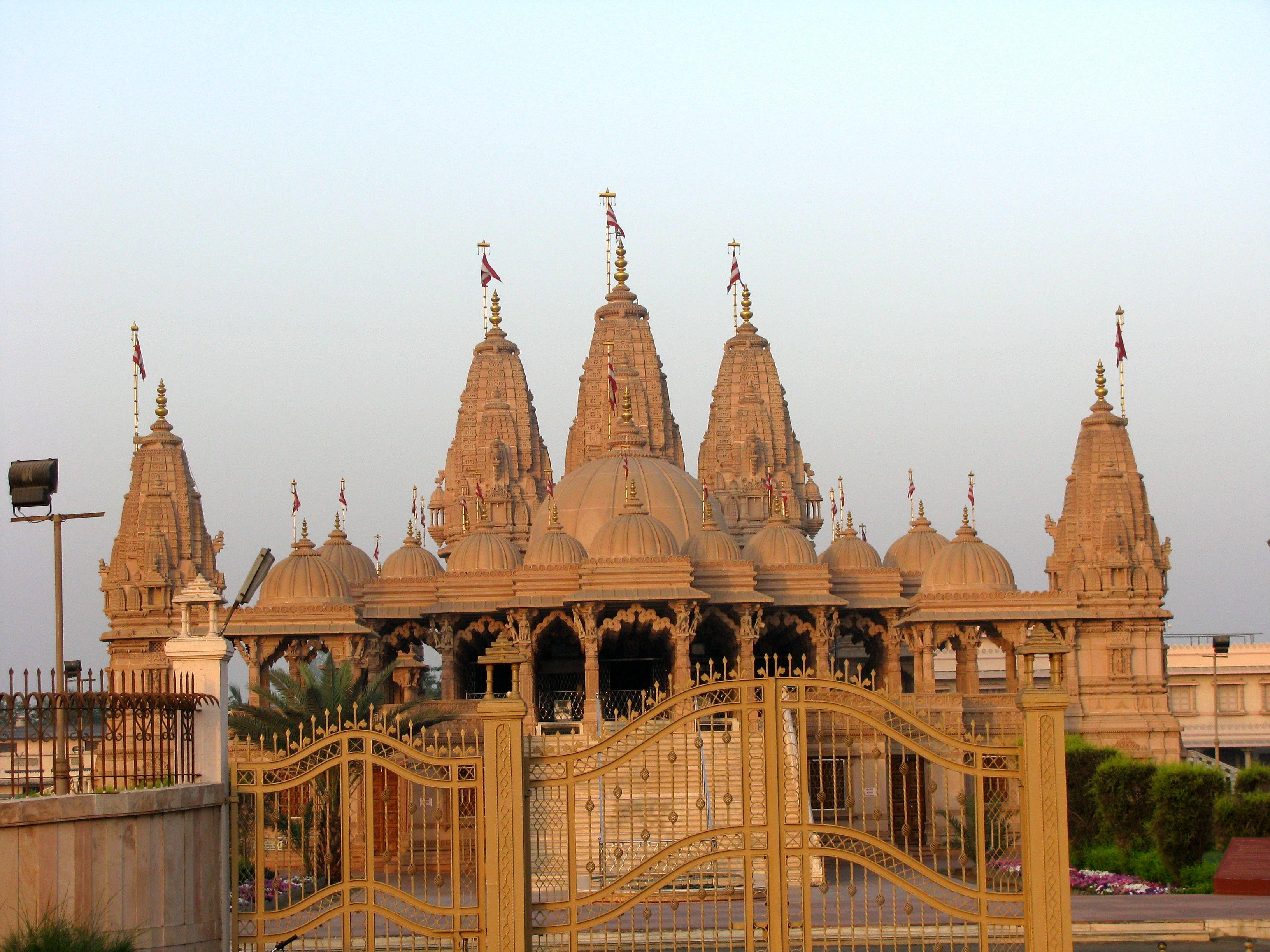
Tempel i Bharuch.

Bharuch (äldre kolonialt namn Broach) är centralort i distriktet Bharuch i delstaten Gujarat i Indien. Folkmängden uppgick till 169 007 invånare vid folkräkningen 2011, med förorter 223 647 invånare. Staden är belägen vid floden Narbada, 48 kilometer från dess mynning och vid järnvägen Bombay-Vadodara. Bharuch var för greker och romare känd som Barygaza under antiken. Staden intogs av britterna 1772 och har idag en stor moské och är berömt för sina duk- och damastvävare (delvis parser).